# Adam Khoo
Adam Khoo Yean Ann (giản thể: 邱缘安; phồn thể: 邱緣安; Hán-Việt: Khưu Duyên An (hoặc Khâu Duyên An); bính âm: Qiū Yuán'ān) sinh ngày 8 tháng 4 năm 1974, là một doanh nhân thành đạt, tác giả của những quyển sách bán chạy nhất và cũng là chuyên gia đào tạo hàng đầu. 

## Sự nghiệp của Adam Khoo
Anh là một trong 1% số sinh viên dẫn đầu trường và được tuyển chọn vào Chương trình phát triển tài năng (Talent Development Programme – TDP) có danh tiếng - một chương trình mở rộng của Chương trình năng khiếu (Gifted Programme). Anh cũng được xếp hạng trong danh sách những sinh viên đứng nhất khoa hàng năm liên tiếp với thành tích học tập xuất sắc.
Tự lập ở tuổi 26, Adam Khoo Yean Ann là một trong những triệu phú trẻ tuổi nhất tại Singapore, sở hữu và quản lý một số doanh nghiệp trong ngành giáo dục, đào tạo, quản lý sự kiện, và quảng cáo, với doanh thu tổng cộng hàng năm vào khoảng S$30,000,000 (ba mươi triệu đô la Singapore).
Hiện tại, Adam Khoo là một diễn giả, nhà doanh nghiệp, tác giả của nhiều quyển sách bán chạy nhất và là nhà đào tạo về cách làm việc hiệu quả. Anh được cấp bằng cử nhân danh dự về ngành Quản trị kinh doanh và là nhà thực hành, đào tạo NLP (lập trình ngôn ngữ tư duy) được Đoàn thể NLP (Mỹ) cấp chứng chỉ. Tự mình vươn lên thành triệu phú năm 26 tuổi, Adam sở hữu và quản lý bốn ngành kinh doanh với tổng thu nhập 20 triệu đô la. Hiện Adam là chủ tịch và chuyên gia đào tạo cao cấp của Tập đoàn giáo dục Adam Khoo Learning Technologies Group (AKLTG), chuyên tổ chức các khoá đào tạo và hội thảo cho các công ty đa quốc gia và cá nhân khắp châu Á, đồng thời là một chuyên gia tư vấn hàng đầu trong lĩnh vực tài chính, tiếp thị, quản trị, lãnh đạo và phát huy tiềm năng con người.
Adam Khoo cũng là tác giả - đồng tác giả của nhiều quyển sách bán chạy nhất tại Singapore và trong khu vực đã được dịch sang tiếng Việt như 
- I’m gifted, so are you! (Tôi tài giỏi, bạn cũng thế!)
- Con cái chúng ta đều giỏi (Nurturing the winner and genious in your child)
- Làm chủ tư duy, thay đổi vận mệnh (Master your mind, design your destiny)
- Bí quyết thành công dành cho tuổi teen
- Bí quyết gây dựng cơ nghiệp bạc tỷ (Secret of building multi - million dollar business)
- Bí quyết tay trắng thành triệu phú (The Secret of self-made millionaires)